# Mansel Lacy
Mansel Lacy est une paroisse civile et un village du Herefordshire, en Angleterre.